# 森清 (図書館学)
森 清（もり きよし、1906年（明治39年）8月25日 - 1990年（平成2年）11月14日）は、昭和期の図書館司書。
著作では「もり・きよし」名義を用いる場合もある。大阪府出身（本籍は岡山県）。日本十進分類法の生みの親として知られている。

## 経歴

### 青年時代
大阪で紙製品を製造販売する小規模業者の長男に生まれる。高等小学校卒業後、3年制実業学校商業科を経て、16歳で大阪で日本最初の図書館用品商社を創設した間宮不二雄が経営する間宮商店に入社した。間宮に図書に関する知識を叩き込まれて、日本各地（樺太・台湾・朝鮮を含む）の図書館を営業で回る。1925年（大正14年）2月から2年間東京方面の責任者となり、帝国図書館にも出入りするようになった。1926年（大正15年）に間宮の東京における代理人として日本図書館協会への加入が認められた。1927年（昭和2年）、間宮が司書達と共に青年図書館員連盟を結成した際にはその事務局を担当する。

### 日本十進分類法の作成
1928年（昭和3年）、森は後の「日本十進分類法」の元となる「和洋図書共用十進分類表法」を図書分類法の新しい方法として提案した。デューイ十進分類法の影響を受けて、日本でも湯浅半月や佐野友三郎、新村出などの図書館における先覚者達が様々な十進分類法を提案したが、日本の実情に十分に即したものではなかった。森は「間宮文庫」と称された図書館学の書籍を収めた間宮の個人文庫の整理を担当していた折に、デューイ十進分類法の改良を企てたのがきっかけで新たな分類法の作成を試みたのである。森は間宮の勧めによって翌1929年（昭和4年）8月に「日本十進分類法」と改題して間宮商店から刊行した。これは帝国図書館の加藤宗厚らの支持を受けて徐々に各地の図書館に受け入れられ、1942年（昭和17年）までに改訂増補5版まで作成され、1948年（昭和23年）に著作権限が日本図書館協会に移された後も、今日まで森清（もり・きよし）が「日本十進分類法」原編者として記載されている。

### 図書館司書への転身
ところが、1930年（昭和5年）に岡山に引き揚げていた実家から妹の訃報が入り、その後の後始末の心労から神経衰弱に罹ったため、間宮商店を退社して岡山で静養生活を送ることになる。その頃、新設の鳥取県立図書館が「日本十進分類法」の採用にあたって森を招聘したいとの意向を伝えてきた。森の将来を危惧していた間宮は森に鳥取行きを勧め、1931年（昭和6年）に森は同館の司書に採用された。その後、1934年（昭和9年）に神戸市立図書館に転任、1938年（昭和13年）には上海の上海日本近代科学図書館、翌年には同地にあった華中鉄道の付属図書館に移った。森はここで戦時中を過ごす事になる。

### 国立国会図書館支部上野図書館時代
戦後、1946年（昭和21年）に日本に帰国した森は新設予定の市川市立図書館から誘いを受けて勤務することとなるが、国府台の建設予定地がGHQに接収されてしまった（結果的に1950年まで開館されなかった）ため、1947年（昭和22年）に帝国図書館館長岡田温直々の要望を受けて、帝国図書館主事として採用される事となった。翌年に開かれた日本図書館協会評議員選挙では、「日本十進分類法」で知られた森は評議員に当選して以後10期連続当選を果たし、一時は理事をも兼務して1951年（昭和26年）刊行の『日本図書館協会六十年略譜』の執筆や「図書館の自由に関する宣言」制定取りまとめに尽力するなど、戦後の図書館界で重きを為した。
ところが、帝国図書館が国立図書館、そして国立国会図書館支部上野図書館に改まっていく過程で森の国立国会図書館における立場は微妙なものになっていった。森の人望を見込んで帝国図書館労働組合の副委員長就任を要請されてこれを引き受ける事になったことが館長であった岡田の不興を買って、国立国会図書館発足によって整理局長に転じた岡田は森を本館職員には推挙しなかったのである。更に1962年（昭和37年）に国立国会図書館分類表が定められた際には、森は作成委員に選ばれながら、内実は単なる権威付けのための要員でしかなく、分類困難な分野における整理担当に回されて実際の作成には全く関われなかったと言われている。その一方で1965年（昭和40年）、国立国会図書館目録のローマ字排列を訓令式からヘボン式に改めようとして労働組合が反対運動を起こしてこれを潰した際に森が改正を支持したとして今度は労働組合側から非難された（元々、森は戦前からのヘボン式排列論者であり、この計画に真っ先に賛同していた）。
それでも、岡田に替わって国立図書館長・初代上野図書館長を務めたのが、間宮不二雄とともに森の良き理解者であった加藤宗厚（－1957年）であったのが幸いした。1950年（昭和25年）に森は加藤の推挙で上野図書館の司書・整理部課長補佐となり、加藤の右腕として戦時中に滞っていた目録作成や図書館分類委員会委員長を兼ねた加藤の元で「日本十進分類法」改訂作業に従事した。更に1966年（昭和41年）には明治百年事業として計画された「明治期刊行図書目録」に整理部主任司書として参画、完成前の1972年（昭和47年）に退職するものの、実質上は森が編纂者であった。

### 晩年の活動
退職後、書誌学者であった長沢規矩也の要請によって法政大学の講師に就任して司書課程を担当し、1973年（昭和48年）には青葉学園短期大学の専任教授兼大学図書館館長として1980年まで勤め、以後も81歳まで同大学の非常勤講師を務めた。この間、私立短期大学図書館協議会初代会長を務めるなど後進育成にも活躍、国立国会図書館時代からの分も含めると、北海道から九州まで、あるいは東京大学・早稲田大学から短期大学まで多くの学校で非常勤講師などの形で司書課程に関与して多くの図書館員を育てている。
1990年（平成2年）に84歳で病没した。